# Rock and Roll Music

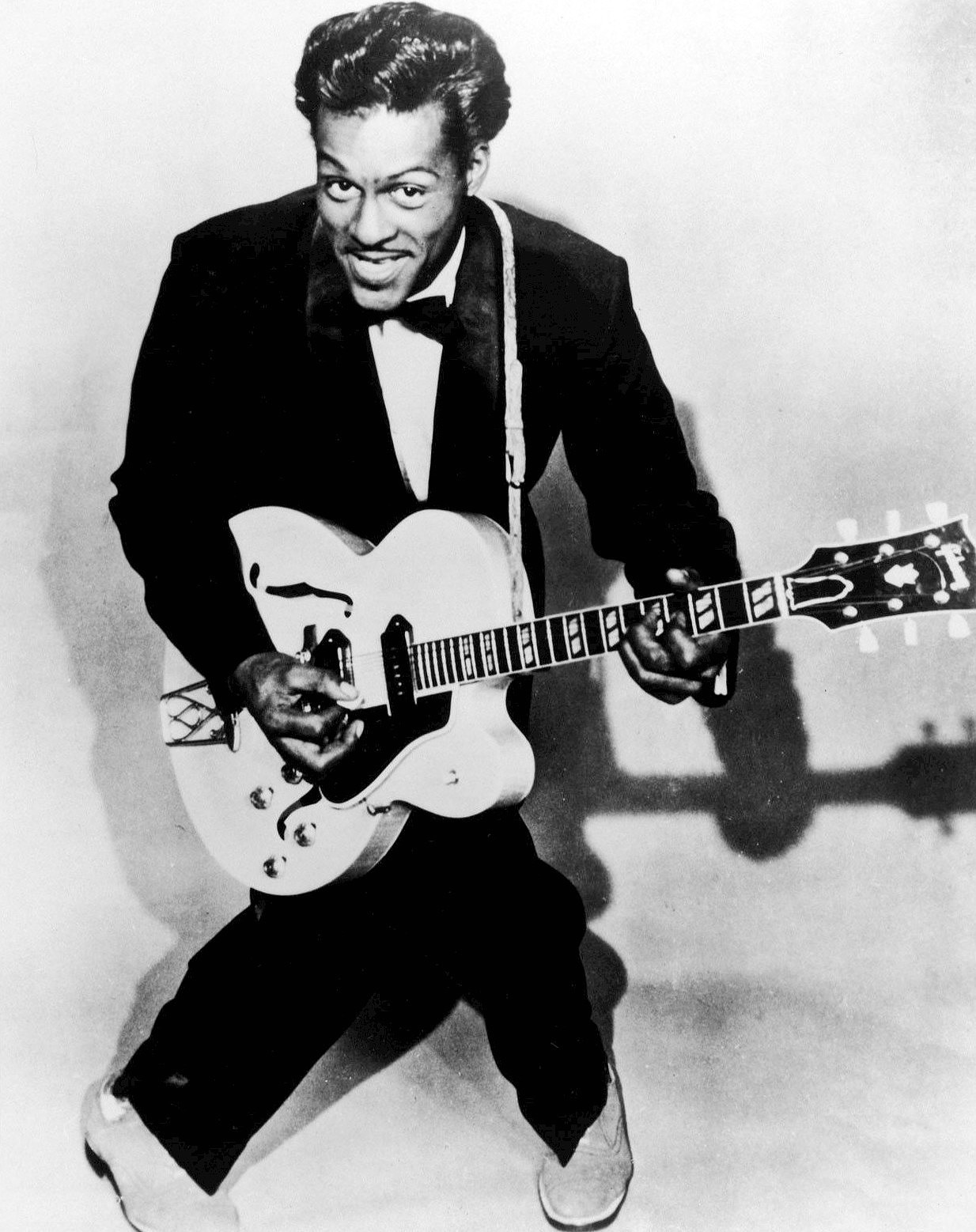
Chuck Berry com sua guitarra em 1957, ano de lançamento de "Rock and Roll Music"

"Rock and Roll Music" é um canção de 1957 escrita e gravada pelo cantor estadunidense Chuck Berry. É reconhecida como uma das composições mais populares de sua carreira. No outono de 1957, a canção alcançou a sexta posição na parada Billboard R&B Chart Singles e a oitava na parada Billboard Hot 100.
Em 2004, a revista Rolling Stone incluiu a versão de Berry na sua "lista das 500 melhores canções de todos os tempos". A canção também foi incluída na lista das "500 canções que moldaram o rock and roll" do Rock and Roll Hall of Fame.